# مانسا کنکو
مانسا کنکو (به لاتین: Mansa Konko) یک منطقهٔ مسکونی در گامبیا است که در Lower River Division واقع شده‌است.